# Anthrenus castaneae
Anthrenus castaneae är en skalbaggsart som beskrevs av Melsheimer 1844. Anthrenus castaneae ingår i släktet Anthrenus och familjen ängrar. Inga underarter finns listade i Catalogue of Life.